# Bezirk Mikołajów
Bezirk Mikołajów – dawny powiat (Bezirk) kraju koronnego Królestwo Galicji i Lodomerii, funkcjonujący w latach 1854–1867. Siedzibą starostwa było miasteczko Mikołajów.

## Historia
Bezirk Mikołajów utworzono w ramach reformy uwłaszczeniowej z okresu Wiosny Ludów (1848–1849), która likwidowała jurysdykcję właściciela ziemskiego nad poddanymi. W Galicji, dominium – jako podstawowa jednostka administracyjna i filar systemu feudalnego straciło rację bytu. Konieczne stało się zatem wprowadzenie nowego systemu administracyjnego, którego zręby powstały w latach 1851–1855. Nowy trójstopniowy podział administracyjny objął 21 cyrkułów (niem. Kreise), 179 małych powiatów (niem. Bezirke) i ponad 6000 gmin (niem. Gemeinde).
Bezirk Mikołajów objął obszar o wielkości 7,8 mil², zamieszkany przez 26.979 ludzi i podzielony na 31 gmin katastralnych, w tym jedno miasto (Żydaczów) i dwa miasteczka (Mikołajów i Rozdół). Wszedł w skład cyrkułu stryjskiego, jako jeden z jego dziewięciu powiatów. Na północ od Żydaczowa znajdowała się eksklawa (gmina Międzyrzecze) należąca do Bezirk Żurawno.
Po nadaniu Galicji autonomii oraz powołaniu samorządu gminnego i powiatowego w 1865 zlikwidowano cyrkuły (Kreise). Dotychczasowe małe powiaty (Bezirke) w liczbie 179, utrzymały się do 1867 roku, kiedy to w następstwie kolejnej reformy administracyjnej (23 stycznia 1867) zostały zastąpione przez 74 większych powiatów. Obszar zniesionego Bezirk Mikołajów wszedł wtedy w całości skład nowego powiatu żydaczowskiego.

## Podział administracyjny (1854)
| Lp. | Gmina jednostkowa              | Powierzchnia | Ludność | Powiat w 1867 po zniesieniu |
| --- | ------------------------------ | ------------ | ------- | --------------------------- |
| 1   | Mikołajów (m)                  | 27500        | 2007    | żydaczowski                 |
| 2   | Rozwadów                       | 27500        | 1137    | żydaczowski                 |
| 3   | Drohowyże                      | 27500        | 1336    | żydaczowski                 |
| 4   | Uście                          | 27500        | 657     | żydaczowski                 |
| 5   | Weryń                          | 27500        | 788     | żydaczowski                 |
| 6   | Iłów                           | 27500        | 371     | żydaczowski                 |
| 7   | Stulsko i Wola Mała            | 27500        | 1325    | żydaczowski                 |
| 8   | Demnia                         | 27500        | 1358    | żydaczowski                 |
| 9   | Trościaniec i Wola Wielka      | 27500        | 660     | żydaczowski                 |
| 10  | Nadiatycze                     | 27500        | 349     | żydaczowski                 |
| 11  | Czernica                       | 4000         | 685     | żydaczowski                 |
| 12  | Piaseczna                      | 4000         | 846     | żydaczowski                 |
| 13  | Rudniki                        | 6000         | 972     | żydaczowski                 |
| 14  | Derżów                         | 3500         | 782     | żydaczowski                 |
| 15  | Rozdół (m)                     | 8500         | 3573    | żydaczowski                 |
| 16  | Brzezina                       | 8500         | 902     | żydaczowski                 |
| 17  | Krupsko i Malechów             | 8500         | 1117    | żydaczowski                 |
| 18  | Demenka Leśna i Podniestrzanka | 3000         | 496     | żydaczowski                 |
| 19  | Kijowiec                       | 1500         | 618     | żydaczowski                 |
| 20  | Żydaczów (M) i Folwarki        | 5500         | 2146    | żydaczowski                 |
| 21  | Turady                         | 2000         | 265     | żydaczowski                 |
| 22  | Iwanowce                       | 2000         | 230     | żydaczowski                 |
| 23  | Cucułowce                      | 5000         | 331     | żydaczowski                 |
| 24  | Pczany                         | 5000         | 445     | żydaczowski                 |
| 25  | Pokrowce                       | 5000         | 377     | żydaczowski                 |
| 26  | Hnizdyczów                     | 3000         | 842     | żydaczowski                 |
| 27  | Wolica                         | 3000         | 260     | żydaczowski                 |
| 28  | Rogóźno                        | 2000         | 270     | żydaczowski                 |
| 29  | Bereźnica Królewska i Żurawków | 2500         | 542     | żydaczowski                 |
| 30  | Tejsarów                       | 2000         | 819     | żydaczowski                 |
| 31  | Wołcniów                       | 1500         | 473     | żydaczowski                 |

Objaśnienie:
(M) = miasto; (m) = miasteczko